# Plagiolirion horsmannii
Plagiolirion horsmannii Baker – gatunek krytycznie zagrożonej wyginięciem rośliny z monotypowego rodzaju Plagiolirion Baker z rodziny amarylkowatych, występujący endemicznie w departamencie Valle del Cauca w Kolumbii. Do ponownego odkrycia w 1989 r. uznawany był za gatunek wymarły.

## Morfologia
PokrójWieloletnie rośliny zielne.
PędNiemal kulista cebula o średnicy 5–5,5 cm, pokryta jasnobrązowymi łuskami, tworząca u nasady cebulki potomne.
LiścieOd 1 do 5 trwałych liści wyrastających na ogonkach o długości 7–22,5 cm. Blaszki liściowe dość cienkie, eliptyczne, o długości 26,5–45,5 cm i szerokości 11,5–16,5 cm, krótko zaostrzone wierzchołkowo, u nasady zbiegające do ogonka, z lekko równoległymi fałdami.
KwiatyZebrane od 10 do 41 w kwiatostan przypominający zredukowany skrętek, wyrastający na pełnym, delikatnie omszonym głąbiku o długości 49–66 cm, wsparty dwiema zachodzącymi na siebie lancetowatymi, zielonkawobiałymi podsadkami o długości ok. 4 cm i szerokości ok. 0,5 cm. Kwiaty wsparte są mniejszymi przysadkami. Okwiat grzbiecisty, biały, zbudowany z sześciu listków położonych w dwóch okółkach, u nasady tworzących lejkowatą, zieloną rurkę o długości 0,5–0,7 cm, powyżej wykrzywione do góry lub 1 do 2 do dołu i poziomo. Listki zewnętrznego okółka o długości 2–2,5 cm i szerokości 2,5–3,5 mm, skośnolancetowate, zakończone kończykiem. Listki wewnętrznego okółka mniejsze, skośnoeliptycznolancetowate, tępe. Sześć pręcików zrośniętych u nasady w krótką miseczkę, białą, z 1 dwudzielnym lub dwoma całobrzegimi ząbkami pomiędzy wolnymi nitkami pręcików. Nitki pręcików wolne, trzech różnych długości, białe. Główki pręcików o długości 2,8–3,2 mm. Zalążnia dolna, elipsoidalna, o wymiarach ok. 3x5 mm, zielona, lekko trójgraniasta, trójkomorowa, zawierająca mniej więcej 2 zalążki w każdej komorze. Szyjka słupka o długości 1,4–1,6 mm, biała. Znamię słupka główkowate, brodawkowate.
OwocePękająca torebka, po dojrzeniu matowa, jasnożółta do bladopomarańczowozielonej, o średnicy ok. 1,1 cm. Szypułka po przekwitnięciu o długości 2–3 cm. Nasiona pojedyncze w każdej komorze, elipsoidalne, jędrne, z błyszczącą, gładką łupiną.

## Biologia
RozwójGeofity cebulowe. Kwiaty rozwijają się sukcesywnie, dośrodkowo. Przeciętnie w kwiatostanie nie jest otwartych więcej niż 5–7 kwiatów. Każdy kwiat utrzymuje się przez 6 dni. Na początku kwitnienia pręciki ustawione są poziomo z lekko wzniesionymi wierzchołkami, a szyjka słupka jest lekko wygięta w dół. Pylniki pękają w ciągu 24 godzin od otwarcia kwiatu. Po 2–3 dniach pręciki wyginają się w dół, a szyjka słupka podnosi się do pozycji poziomej.
SiedliskoRoślina występuje w podszycie arekowatego lasu deszczowego środkowego regla Andów (selwa subandyjska), na wysokości 940–2000 m n.p.m.
GenetykaLiczba chromosomów 2n = 46.

## Systematyka
Pozycja systematycznaRodzaj z monotypowego rodzaju Plagiolirion z plemienia Stenomesseae (Eucharideae), podrodziny amarylkowych Amaryllidoideae z rodziny amarylkowatych Amaryllidaceae.